# Helsdingenia extensa
Helsdingenia extensa là một loài nhện trong họ Linyphiidae.
Loài này thuộc chi Helsdingenia. Helsdingenia extensa được George Hazelwood Locket miêu tả năm 1968.